# Декурионат

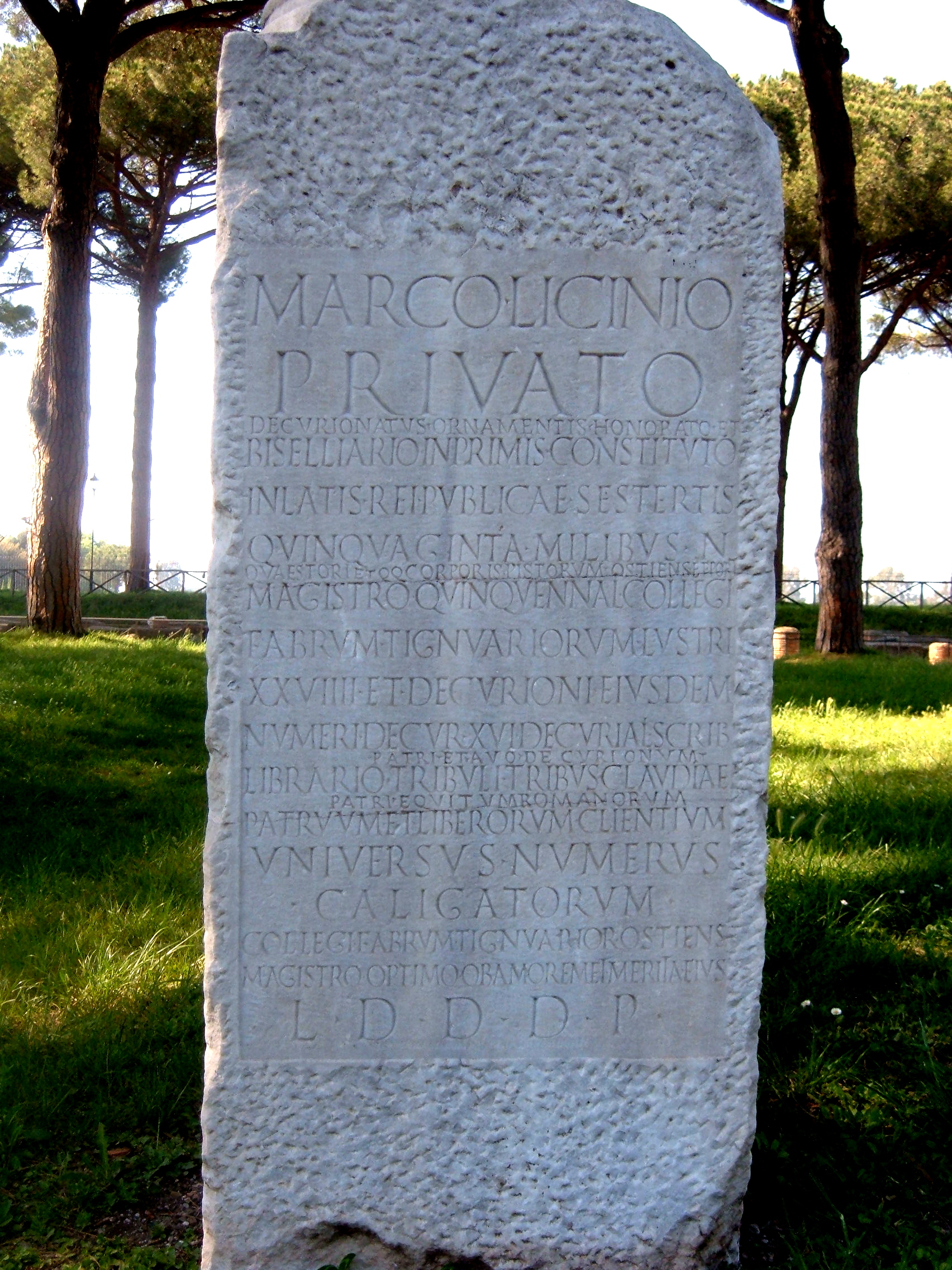
Надгробие Марка Лициния Привата — декуриона из Остии, III век

Декуриона́т (лат. decurionatus, итал. decurionato) — орган местного самоуправления в Древнем Риме в поздние республиканские и имперские времена.
Первоначально декурионаты были сформированы в зависимых от Рима городских общинах Италии, обладавших правами местного самоуправления; обычно они состояли из 100 декурио́нов (лат. decuriones, позднее — curiales). В 212 году декурионаты были сформированы во всех провинциальных городах. Декурионаты выбирали городского магистрата, распределяли назначенную к выплате Сенатом сумму налогов среди местных жителей, выделяли общественные деньги, занимались сдачей в аренду муниципальной собственности. Первоначально власть декурионатов была достаточно большой и эта должность относилась к значимым и престижным — существует исторический анекдот, что Гаю Юлию Цезарю легче оказалось стать декурионом в Риме, чем декурионом в Помпеях. Однако со временем власть декурионов всё сокращалась, будучи узурпируемой императорами, а обязанности сохранялись. Начиная с III века должность декурионов становилась всё более обременительной, поскольку они должны были внести достаточно значительную сумму при вступлении в должность и отвечали собственным имуществом за недоимки. К IV веку декурионы превратились в особое сословие, в которое в обязательном порядке записывали всех местных крупных и средних землевладельцев, но несмотря на это, во многих регионах с нахождением и назначением декурионов возникали сложности — решить их должны были особые эдикты 316 и 325 годов, навечно прикреплявшие декурионов к их должности и запрещавшие им выезд из своего города. 
12 декабря 1816 года одноимённые органы местной власти были сформированы в Королевстве обеих Сицилий — они просуществовали вплоть до реформы местного самоуправления, последовавшей вслед за объединением Италии во второй половине XIX века.